# Castrul roman de la Târgșoru Vechi
Ruinele castrului roman de la Târgșoru Vechi au fost descoperite în apropierea bisericii Mănăstirii Turnu din județul Prahova.